# Kostel blahoslavené Marie Restituty
Kostel blahoslavené Marie Restituty v Brně je římskokatolický chrám na sídlišti Lesná, postavený v letech 2017–2020 podle návrhu architekta Marka Jana Štěpána. Je farním kostelem farnosti Brno-Lesná.

## Historie
O kostele místní věřící uvažovali již po roce 1968, za normalizace však k takovému projektu nedošlo. Plány byly oživeny po sametové revoluci, od níž se do roku 2014 podařilo na chrám v různých sbírkách získat 40 milionů korun.
V říjnu 2004 bylo v Lesné otevřeno Duchovní centrum P. Martina Středy a blahoslavené Marie Restituty. Záhy poté, 1. ledna 2005, zde byla ustanovena farnost Brno-Lesná. Stavba duchovního centra byla pouze prvním krokem, na který navázala výstavba přilehlého kostela.
V únoru 2012 vyhlásilo brněnské biskupství architektonickou soutěž na návrh kostela. Vítěz měl být znám v létě téhož roku. Česká komora architektů však soutěž označila za neregulérní a architektům doporučila, aby se jí neúčastnili. V červnu roku 2014 byl k realizaci vybrán návrh Ateliéru Štěpán. Chrám o kapacitě přibližně 400 osob má kruhový půdorys a samostatně stojící věž. Základní kámen kostela byl položen 5. září 2017, hrubá stavba byla dokončena v roce 2019. Celkové náklady na stavbu (bez vybavení chrámu) dosáhly téměř 120 milionů korun. První bohoslužba v rozestavěném chrámu se konala 17. listopadu 2019; šlo o diamantovou svatbu manželů Vejmělkových, kteří se podíleli na přípravách stavby kostela (Jan Vejmělek je v místní farnosti řadu let kostelníkem). Celkem 16 zvonů od Leticie Vránové-Dytrychové pro nový kostel bylo požehnáno 16. prosince 2019. Pravidelné bohoslužby se v kostele konají od svatodušní neděle 31. května 2020. Slavnostní otevření kostela plánovala farnost původně na 1. květen 2020, kvůli pandemii covidu-19 ale byla tato akce odložena na září 2020. Slavnost proběhla 12. září 2020, kdy byl kostel požehnán pomocným biskupem Pavlem Konzbulem.

## Popis
Kostel má půdorys kruhu. Jeho horní část obepíná velké kruhové barevné okno. Na hlavní kruhovou část je připojena nadzemním můstkem 31 metrů vysoká věž z pohledového betonu s půdorysem trojúhelníku. V její krychlové lucerně je umístěna zvonkohra, na jejím vrcholu se nachází vyhlídka, která bude otevřena veřejnosti. K samotnému kostelu přiléhá duchovní centrum, společenský sál a podzemní garáže.
Vnitřní vybavení kostela bylo po jeho dostavbě v roce 2020 provizorní. Dřevěné lavice pocházely z kostela svatého Ducha[zdroj⁠?!] ve Starém Městě, dřevěný oltář, původem z duchovního centra, měl být později nahrazen kamenným a součástí kostela mají být v budoucnu také varhany. Kostel již[kdy?] má nové dřevěné lavice.[zdroj⁠?!]

## Galerie

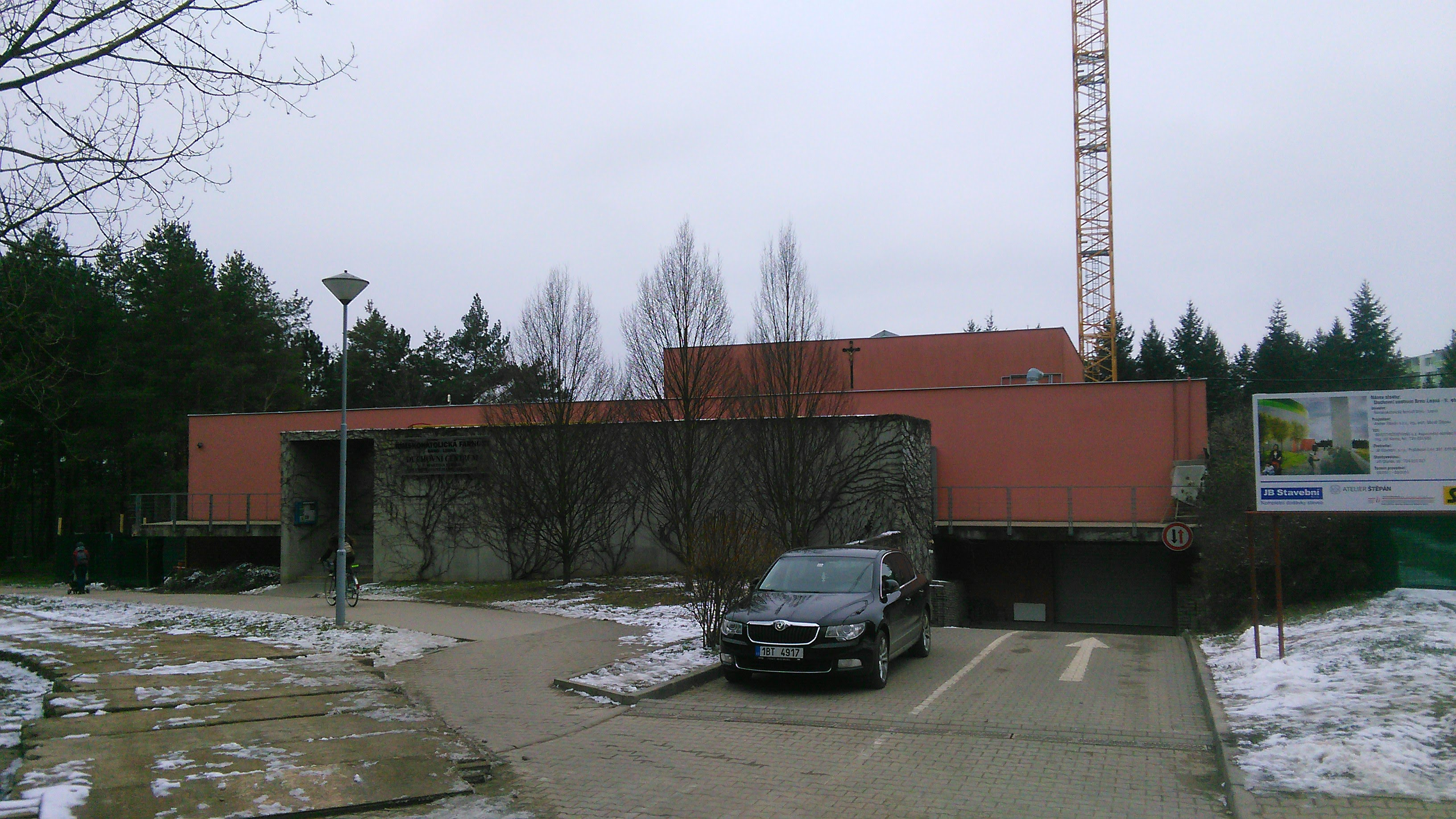
Duchovní centrum P. Martina Středy a blahoslavené Marie Restituty
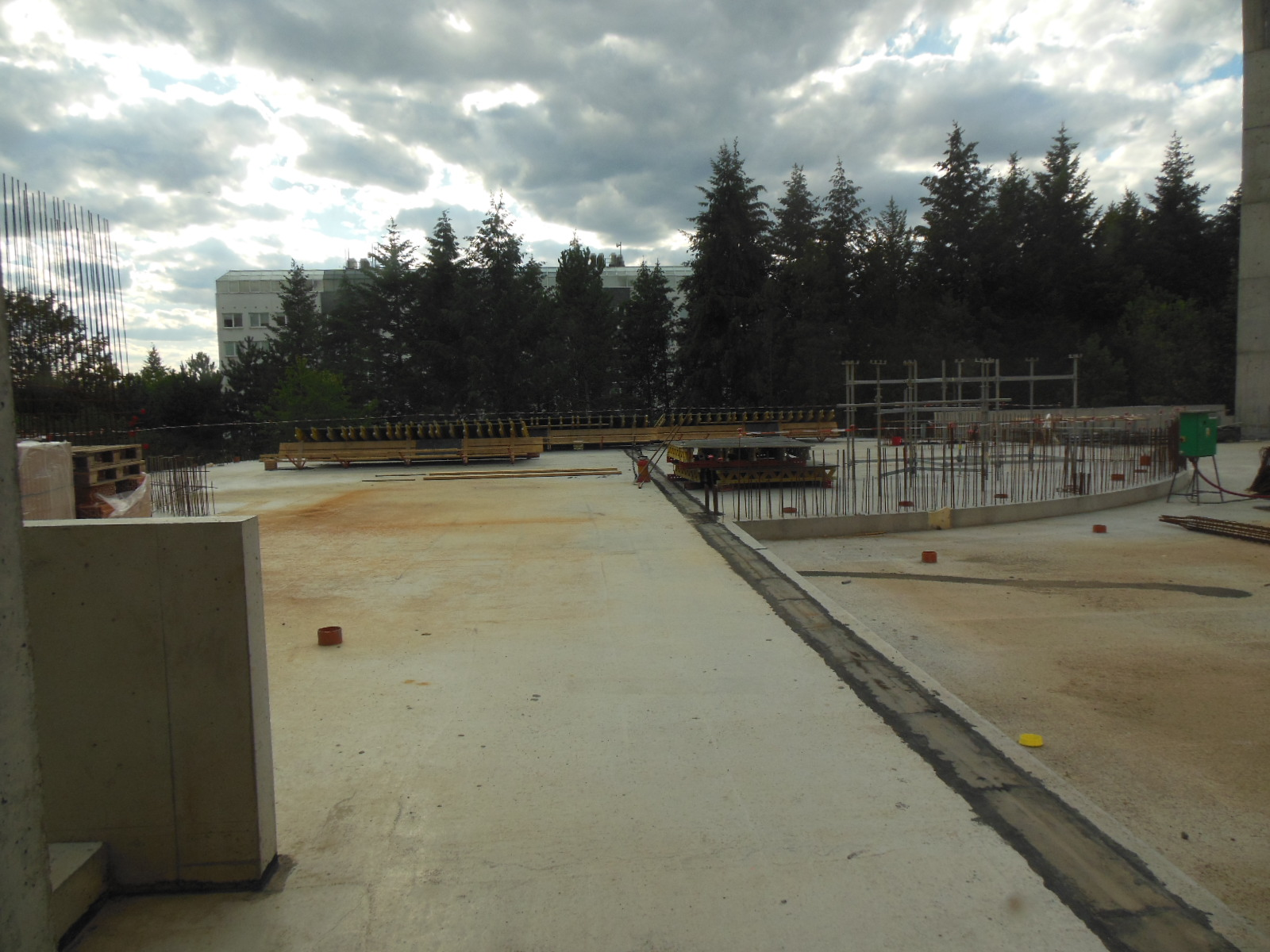
Výstavba kostela v roce 2018
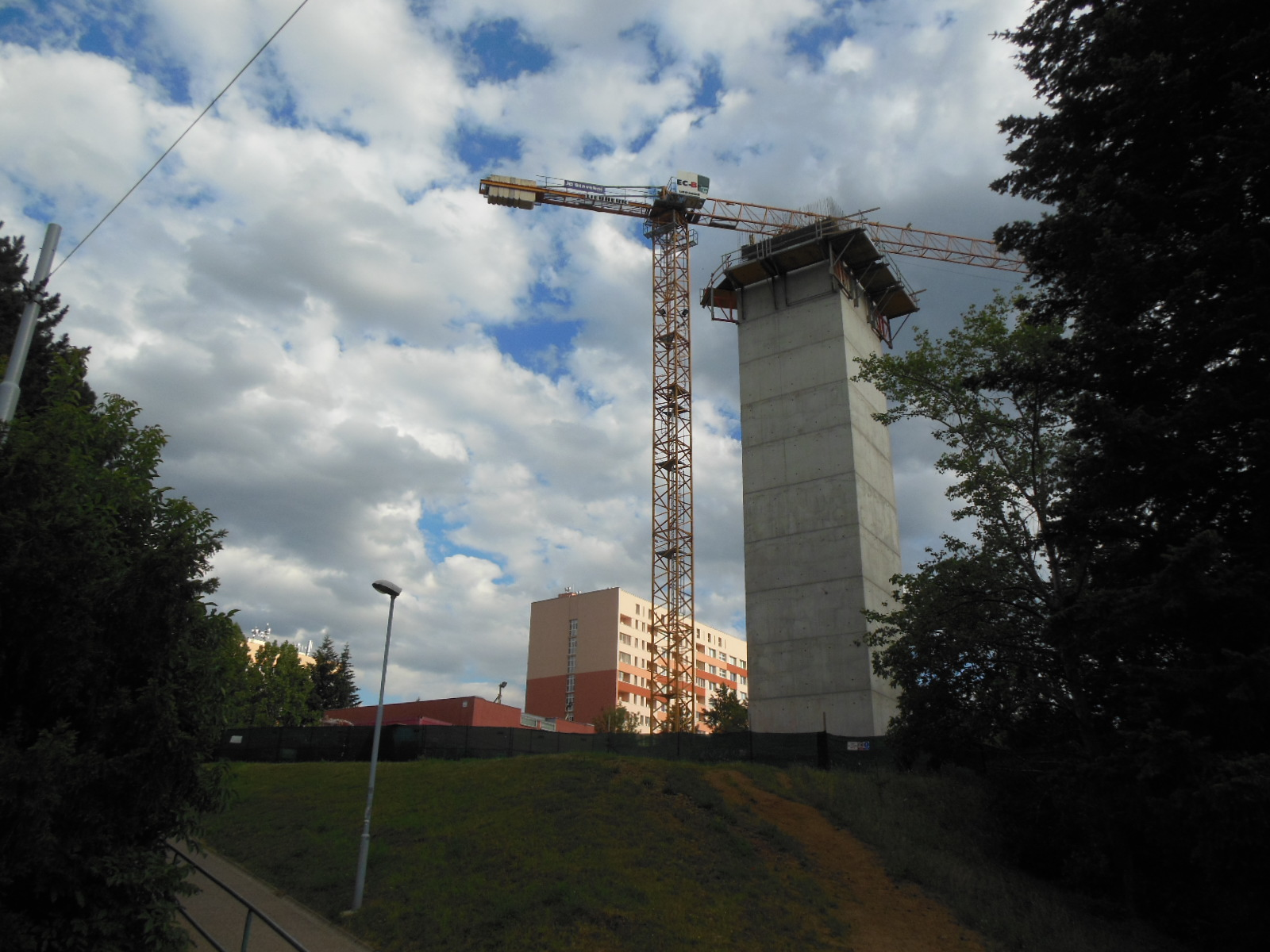
Pohled na rozestavěný kostel z tramvajové smyčky (2018)